# Gunther Klosinski
Gunther Klosinski (* 17. Februar 1945 in Wüstenrot) ist ein deutscher Psychiater und Künstler.

## Leben und Wirken
Nach seiner Reifeprüfung am Gymnasium in Nürtingen (1965) studierte Gunther Klosinski von 1967 bis 19713 Humanmedizin an der Eberhard Karls Universität Tübingen und promovierte dort 1973. Es folgte die Ausbildung zum Facharzt für Kinder- und Jugendpsychiatrie/Psychotherapie. 1984 habilitierte er sich für Humanmedizin an der Universität Tübingen und war von 1989 bis 1990 bis 2010 Professor für Kinder- und Jugendpsychiatrie an der Universität Bern und von 1990 bis 2010 in Tübingen. 
2007 erschien sein erster Gedichtband mit dem Titel Ein Händedruck der Zeit. Seine Malereien stellte er an verschiedenen Orten aus.

## Werke (Auswahl)
- Die Schulproblematik in der Kinder- und Jugendpsychiatrie. Unter besonderer Berücksichtigung frühkindlicher Hirnschädigungen, Dissertation Universität Tübingen 1973.
- Warum Bhagwan? Auf der Suche nach Heimat, Geborgenheit und Liebe. Kösel, München 1978, ISBN 3-466-30274-9 (Habilitationsschrift Universität Tübingen).
- Psychokulte. Was Sekten für Jugendliche so attraktiv macht. Beck, München 1996, ISBN 978-3-406-39243-6.
- Wenn Kinder Hand an sich legen. Selbstzerstörerisches Verhalten bei Kindern und Jugendlichen. Beck, München 1999, ISBN 3-406-42083-4.
- (zusammen mit Simone Bertsch-Wunram): Jugendliche Brandstifter. Entwicklungspsychopathologie, Diagnostik, Therapie, forensische Begutachtung. Kohlhammer, Stuttgart 2003, ISBN 3-17-017248-4.
- Kinder- und jugendpsychiatrische Brennpunkte. Für Sozial-, Sonder- und Heilpädagogen. Attempto, Tübingen 2003, ISBN 3-89308-356-1.
- Pubertät heute. Lebenssituationen, Konflikte, Herausforderungen. Kösel, München 2004, ISBN 3-466-30649-3.
- Scheidung – wie helfen wir den Kindern? Walter, Düsseldorf 2004, ISBN 3-530-40158-7.
- Innenwelt – Aussenwelt. Photocollagen. Attempto, Tübingen 2005, ISBN 3-89308-377-4.
- Wenn Kinder nach dem Bösen fragen. Antworten für Eltern. Herder, Freiburg/Br. 2006, ISBN 3-451-05608-9.
- Ein Händedruck der Zeit. Gedichte und Collagen. Attempto, Tübingen 2007, ISBN 978-3-89308-398-5.
- Grenzen setzen, erfahren, überschreiten. Zur Bedeutung von Grenzen im Kindes- und Jugendalter. Graue Edition, Zug 2009, ISBN 978-3-906336-52-7.

- Strähne Zeit. Gedichte, Klöpfer & Meyer, Tübingen 2012.
- Die Stille verschweigen. Gedankensplitter, Geistesblitze. Klöpfer & Meyer, Tübingen 2013.
- Übergänge. Wasmuth, Tübingen 2014, ISBN 978-3-8030-3368-0.
- Sprichwörter. Gedreht und gewendet. Klöpfer & Meyer, Tübingen 2015.
- Unter Wegs und Abseits. Fotografien, Aphorismen, Gedichte. Wasmuth, Tübingen 2016, ISBN 978-3-8030-3384-0.
- Wie ich mir – so ich dir. Aphoristische Annäherungen an den Seelenfrieden. Schattauer, Stuttgart 2016, ISBN 978-3-7945-3208-7.
- (zusammen mit Albert Biesinger): Zweifel an Gott. Kleines agnostisches Kompendium. Herder, Freiburg/Br. 2017, ISBN 978-3-451-37624-5.
- Was unter die Haut geht. Aphorismen. Klöpfer & Meyer, Tübingen 2018, ISBN 978-3-86351-527-0.